# Futebol nos Jogos Olímpicos de Verão de 2012 - Masculino
O torneio masculino de futebol nos Jogos Olímpicos de Verão de 2012 ocorreu entre 26 de julho e 11 de agosto. As partidas foram realizadas em seis estádios de seis cidades espalhadas por várias regiões da Grã-Bretanha.
Foi disputado por equipes Sub-23 de 16 países, que foram divididos em quatro grupos de quatro equipes cada para a disputa da primeira fase. Duas seleções de cada grupo avançaram a segunda fase, onde a disputa passou a ser eliminatória compreendendo as quartas-de-final, semifinal e final.
Na final, o México venceu o Brasil por 2 a 1, conquistando o seu primeiro ouro olímpico. Essa foi a terceira medalha de prata do futebol masculino do Brasil na história dos Jogos Olímpicos, repetindo as edições de Los Angeles 1984 e Seul 1988. Na disputa pelo bronze, a Coreia do Sul venceu o Japão por 2 a 0 e garantiu a primeira medalha do futebol para Os Tigres da Ásia.

## Medalhistas
|  | MEX México |  | BRA Brasil |  | KOR Coreia do Sul |
|  | José de Jesús Corona Israel Jiménez Carlos Salcido Hiram Mier Dárvin Chávez Héctor Herrera Javier Cortés Marco Fabián Oribe Peralta Giovani dos Santos Javier Aquino Raúl Jiménez Diego Reyes Jorge Enríquez Néstor Vidrio Miguel Ángel Ponce Néstor Araujo José Antonio Rodríguez |  | Gabriel Rafael Thiago Silva Juan Jesus Sandro Marcelo Lucas Rômulo Leandro Damião Oscar Neymar Hulk Bruno Uvini Danilo Alex Sandro Ganso Alexandre Pato Neto |  | Jung Sung-ryong Oh Jae-seok Yun Suk-young Kim Young-gwon Kim Kee-hee Ki Sung-yueng Kim Bo-kyung Baek Sung-dong Ji Dong-won Park Chu-young Nam Tae-hee Hwang Seok-ho Koo Ja-cheol Kim Chang-soo Park Jong-woo Jung Woo-young Kim Hyun-sung Lee Beom-young |

## Qualificação
| Torneio classificatório                 | Data de encerramento    | Sede                  | Vagas | Classificados                              |
| --------------------------------------- | ----------------------- | --------------------- | ----- | ------------------------------------------ |
| País-sede                               | -                       | -                     | 1     | Grã-Bretanha                               |
| Eliminatórias da AFC                    | 14 de março de 2012     | Sem sede fixa         | 3     | Coreia do Sul Japão Emirados Árabes Unidos |
| Campeonato Africano Sub-23 de 2011      | 10 de dezembro de 2011  | Marrocos              | 3     | Gabão Marrocos Egito                       |
| Eliminatórias da CONCACAF               | 2 de abril de 2012      | Estados Unidos        | 2     | Honduras México                            |
| Campeonato Sul-Americano Sub-20 de 2011 | 12 de fevereiro de 2011 | Peru                  | 2     | Brasil Uruguai                             |
| Eliminatórias da OFC                    | 25 de março de 2012     | Nova Zelândia         | 1     | Nova Zelândia                              |
| Campeonato Europeu Sub-21 de 2011       | 25 de junho de 2011     | Dinamarca             | 3     | Espanha Suíça Bielorrússia                 |
| Repescagem AFC-CAF                      | 23 de abril de 2012     | Coventry, Reino Unido | 1     | Senegal                                    |
| TOTAL                                   |                         |                       | 16    |                                            |

## Sorteio
O sorteio dos grupos foi realizado em 24 de abril de 2012. Grã-Bretanha, México, Brasil e Espanha foram escolhidas como cabeças de chave e colocadas nos grupos A, B, C e D respectivamente. As equipes restantes foram divididas em 4 potes, de acordo com a localização geográfica.
| Pote 1                                                                                    | Pote 2                                                                           | Pote 3                                                           | Pote 4                               |
| ----------------------------------------------------------------------------------------- | -------------------------------------------------------------------------------- | ---------------------------------------------------------------- | ------------------------------------ |
| - Grã-Bretanha (cabeça de chave, A) - Espanha (cabeça de chave, D) - Suíça - Bielorrússia | - Brasil (cabeça de chave, C) - Uruguai - México (cabeça de chave, B) - Honduras | - Japão - Coreia do Sul - Emirados Árabes Unidos - Nova Zelândia | - Egito - Marrocos - Gabão - Senegal |

## Convocações
Cada equipe deveria enviar um time de 18 jogadores sendo no mínimo dois goleiros. Foi permitido a cada país enviar até três atletas com idade superior a 23 anos. Cada equipe poderia também manter uma lista alternativa de 4 jogadores que poderiam substituir qualquer atleta da lista oficial em caso de lesão.

## Arbitragem
Em 29 de março de 2012, a FIFA divulgou os dezesseis trios de arbitragem masculinos que atuaram nas Olímpiadas:
| Árbitros              | Assistentes                                       |
| AFC                   | AFC                                               |
| --------------------- | ------------------------------------------------- |
| UZB Ravshan Irmatov   | UZB Abdukhamidullo Rasulov KGZ Bakhadyr Kochkarov |
| JPN Yuichi Nishimura  | JPN Toru Sagara JPN Toshiyuki Nagi                |
| AUS Benjamin Williams | AUS Matthew Cream AUS Hakan Anaz                  |
| CAF                   |                                                   |
| GAM Bakary Gassama    | SEY Jason Damoo ERI Angesom Ogbamariam            |
| TUN Slim Jedidi       | TUN Bechir Hassani EGY Sherif Hassan              |
| CONCACAF              |                                                   |
| MEX Roberto García    | MEX José Luis Camargo MEX Alberto Morín           |
| USA Mark Geiger       | USA Mark Hurd CAN Joe Fletcher                    |
| OFC                   |                                                   |
| NZL Peter O'Leary     | NZL Jan-Hendrik Hintz FIJ Ravenish Kumar          |

| Árbitros              | Assistentes                                      |
| CONMEBOL              | CONMEBOL                                         |
| --------------------- | ------------------------------------------------ |
| BOL Raúl Orosco       | BOL Efraín Castro BOL Arol Valda                 |
| COL Wilmar Roldán     | COL Humberto Clavijo COL Eduardo Díaz            |
| VEN Juan Soto         | VEN Jorge Urrego VEN Carlos López                |
| UEFA                  |                                                  |
| GER Felix Brych       | GER Mark Borsch GER Stefan Lupp                  |
| GBR Mark Clattenburg  | GBR Stephen Child GBR Simon Beck                 |
| CZE Pavel Královec    | CZE Martin Wilczek CZE Antonín Kordula           |
| NOR Svein Oddvar Moen | NOR Kim Haglund NOR Frank Andas                  |
| ITA Gianluca Rocchi   | ITA Elenito di Liberatore ITA Gianluca Cariolato |

## Primeira fase
Todos as partidas seguem o horário de Londres (UTC+1).

### Grupo A

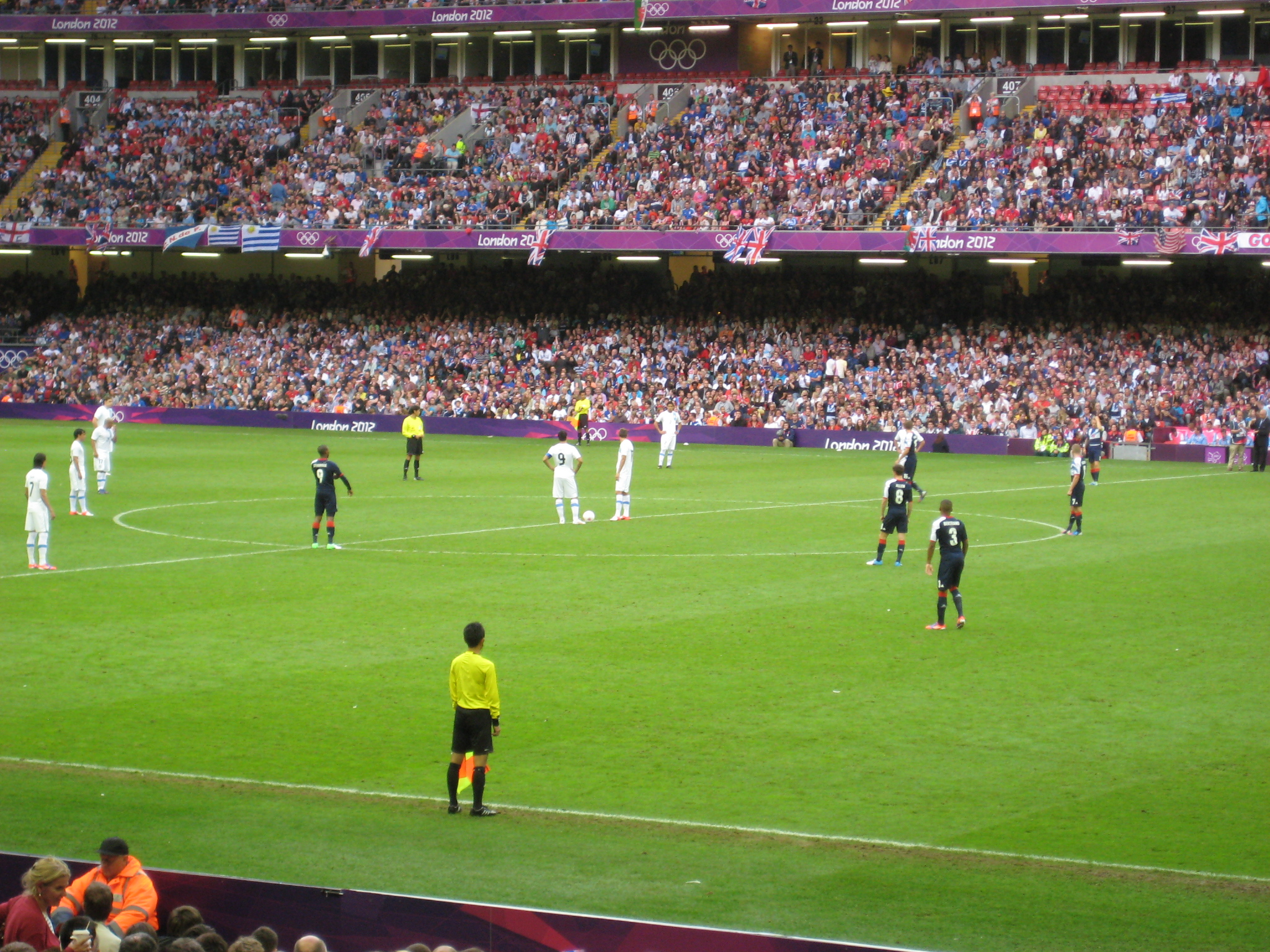
Grã-Bretanha–Uruguai em Cardiff

| Seleção                | P | J | V | E | D | GP | GC | SG |
| ---------------------- | - | - | - | - | - | -- | -- | -- |
| Grã-Bretanha           | 7 | 3 | 2 | 1 | 0 | 5  | 2  | +3 |
| Senegal                | 5 | 3 | 1 | 2 | 0 | 4  | 2  | +2 |
| Uruguai                | 3 | 3 | 1 | 0 | 2 | 2  | 4  | –2 |
| Emirados Árabes Unidos | 1 | 3 | 0 | 1 | 2 | 3  | 6  | –3 |

| 26 de julho | Emirados Árabes Unidos | 1 – 2     | Uruguai                   | Old Trafford, Manchester                   |
| 17:00       | Matar 23'              | Relatório | Ramírez 42' · Lodeiro 56' | Público: 51 745 Árbitro: NZL Peter O'Leary |

| 26 de julho | Grã-Bretanha | 1 – 1     | Senegal    | Old Trafford, Manchester                     |
| 20:00       | Bellamy 20'  | Relatório | Konaté 82' | Público: 72 176 Árbitro: UZB Ravshan Irmatov |

| 29 de julho | Senegal         | 2 – 0     | Uruguai | Estádio de Wembley, Londres              |
| 17:00       | Konaté 10', 37' | Relatório |         | Público: 75 093 Árbitro: GER Felix Brych |

| 29 de julho | Grã-Bretanha                             | 3 – 1     | Emirados Árabes Unidos | Estádio de Wembley, Londres                 |
| 19:45       | Giggs 16' · Sinclair 73' · Sturridge 76' | Relatório | Eisa 60'               | Público: 85 137 Árbitro: MEX Roberto García |

| 1 de agosto | Senegal    | 1 – 1     | Emirados Árabes Unidos | City of Coventry Stadium, Coventry             |
| 19:45       | Konaté 49' | Relatório | Matar 21'              | Público: 28 652 Árbitro: NOR Svein Oddvar Moen |

| 1 de agosto | Grã-Bretanha    | 1 – 0     | Uruguai | Millennium Stadium, Cardiff                   |
| 19:45       | Sturridge 45+1' | Relatório |         | Público: 70 438 Árbitro: JPN Yuichi Nishimura |

### Grupo B

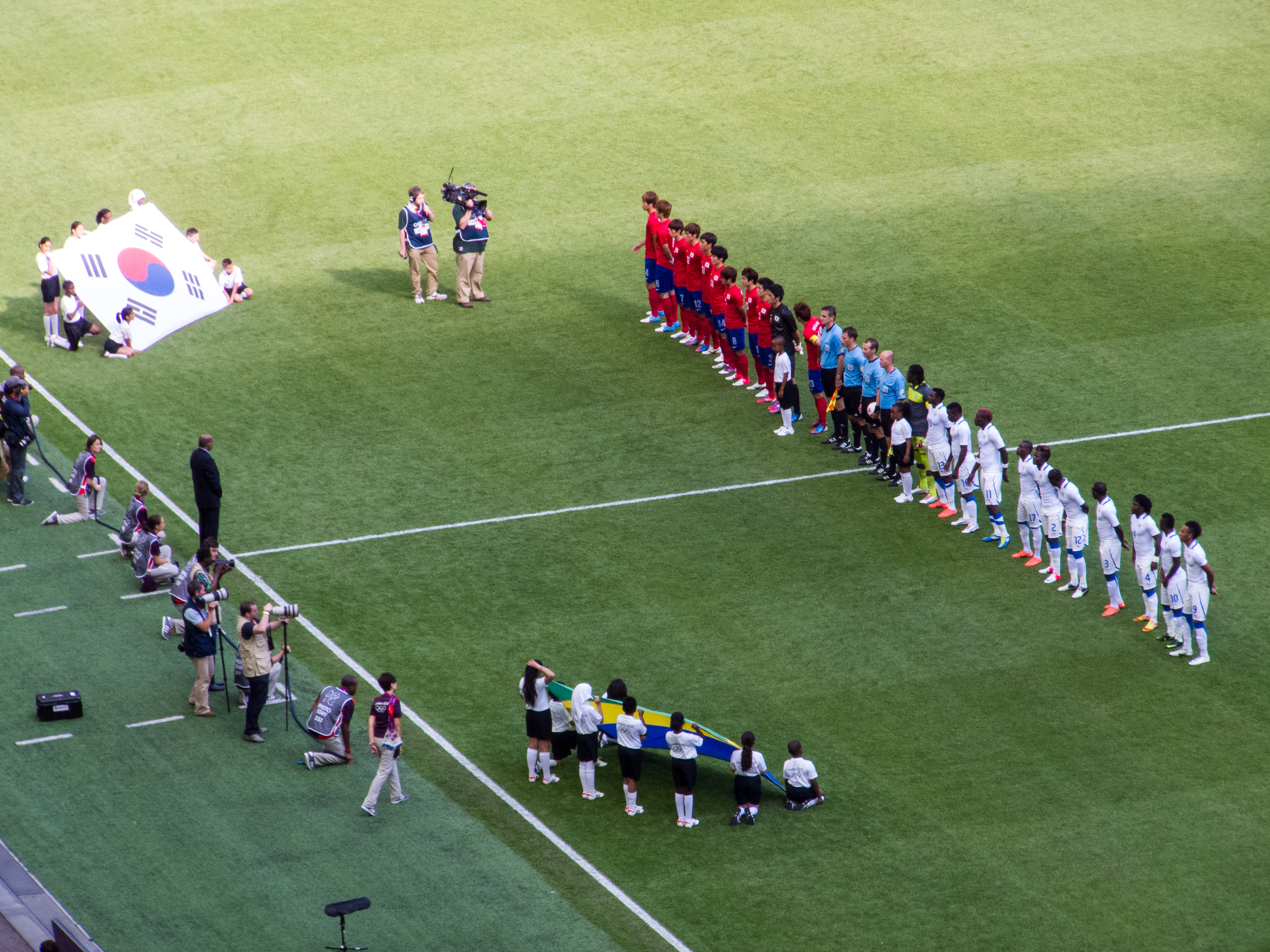
Coreia do Sul–Gabão em Londres

| Seleção       | P | J | V | E | D | GP | GC | SG |
| ------------- | - | - | - | - | - | -- | -- | -- |
| México        | 7 | 3 | 2 | 1 | 0 | 3  | 0  | +3 |
| Coreia do Sul | 5 | 3 | 1 | 2 | 0 | 2  | 1  | +1 |
| Gabão         | 2 | 3 | 0 | 2 | 1 | 1  | 3  | –2 |
| Suíça         | 1 | 3 | 0 | 1 | 2 | 1  | 3  | –2 |

| 26 de julho | México | 0 – 0     | Coreia do Sul | St James' Park, Newcastle                |
| 14:30       |        | Relatório |               | Público: 15 748 Árbitro: TUN Slim Jedidi |

| 26 de julho | Gabão          | 1 – 1     | Suíça            | St James' Park, Newcastle                  |
| 17:15       | Aubameyang 45' | Relatório | Mehmedi 5' (pen) | Público: 15 748 Árbitro: COL Wilmar Roldán |

| 29 de julho | México                      | 2 – 0     | Gabão | City of Coventry Stadium, Coventry             |
| 14:30       | dos Santos 63', 90+2' (pen) | Relatório |       | Público: 28 171 Árbitro: AUS Benjamin Williams |

| 29 de julho | Coreia do Sul                         | 2 – 1     | Suíça        | City of Coventry Stadium, Coventry       |
| 17:15       | Park Chu-young 57' · Kim Bo-kyung 64' | Relatório | Emeghara 60' | Público: 30 114 Árbitro: BOL Raúl Orosco |

| 1 de agosto | México      | 1 – 0     | Suíça | Millennium Stadium, Cardiff                  |
| 17:00       | Peralta 69' | Relatório |       | Público: 50 000 Árbitro: UZB Ravshan Irmatov |

| 1 de agosto | Coreia do Sul | 0 – 0     | Gabão | Estádio de Wembley, Londres                 |
| 17:00       |               | Relatório |       | Público: 76 927 Árbitro: CZE Pavel Královec |

### Grupo C

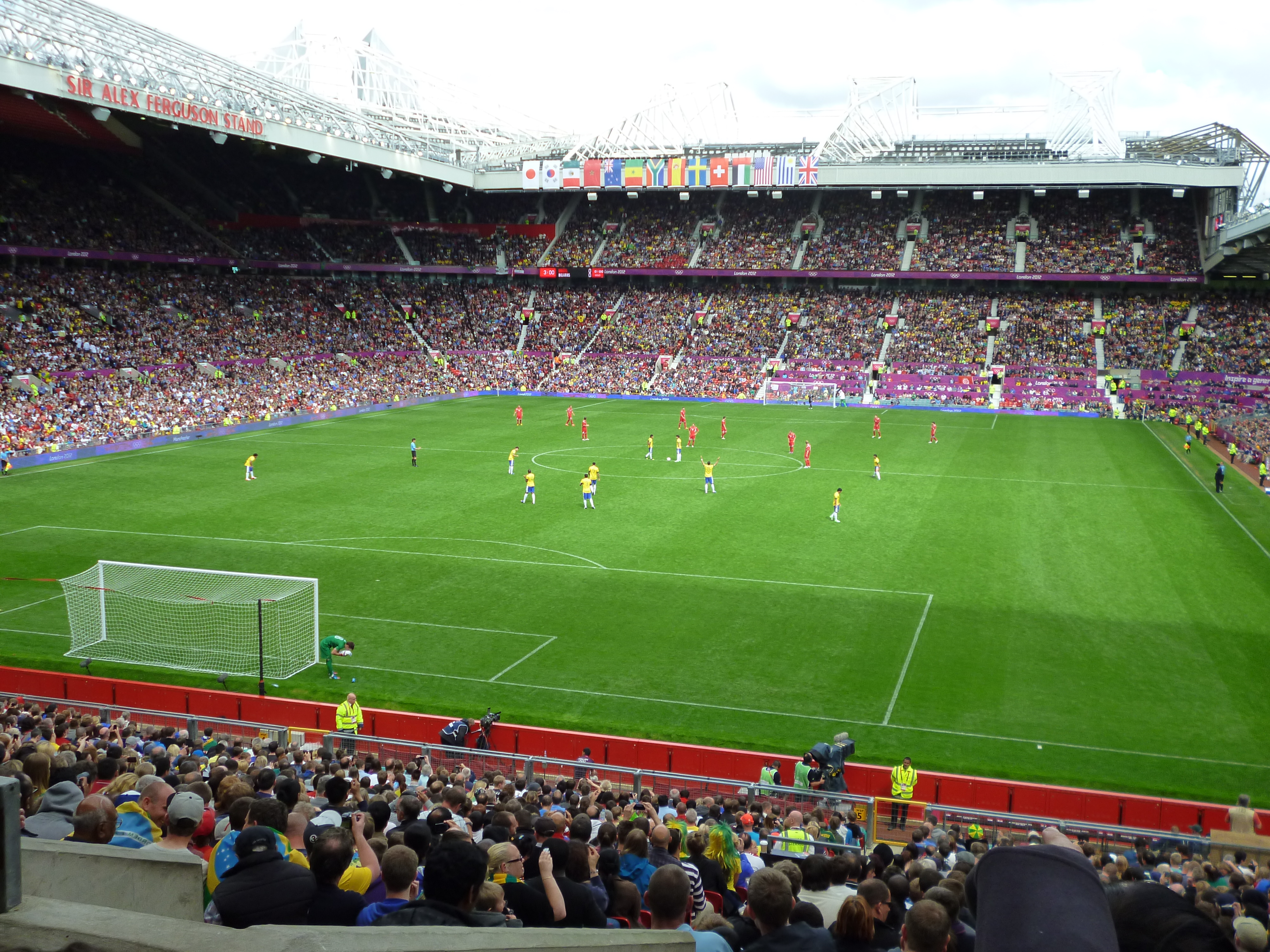
Brasil–Bielorrússia em Manchester

| Seleção       | P | J | V | E | D | GP | GC | SG |
| ------------- | - | - | - | - | - | -- | -- | -- |
| Brasil        | 9 | 3 | 3 | 0 | 0 | 9  | 3  | +6 |
| Egito         | 4 | 3 | 1 | 1 | 1 | 6  | 5  | +1 |
| Bielorrússia  | 3 | 3 | 1 | 0 | 2 | 3  | 6  | –3 |
| Nova Zelândia | 1 | 3 | 0 | 1 | 2 | 1  | 5  | –4 |

| 26 de julho | Bielorrússia | 1 – 0     | Nova Zelândia | City of Coventry Stadium, Coventry          |
| 19:45       | Baha 45'     | Relatório |               | Público: 14 457 Árbitro: GAM Bakary Gassama |

| 26 de julho | Brasil                                       | 3 – 2     | Egito                     | Millennium Stadium, Cardiff                  |
| 19:45       | Rafael 16' · Leandro Damião 26' · Neymar 30' | Relatório | Aboutrika 52' · Salah 76' | Público: 26 812 Árbitro: ITA Gianluca Rocchi |

| 29 de julho | Egito     | 1 – 1     | Nova Zelândia | Old Trafford, Manchester                      |
| 12:00       | Salah 40' | Relatório | Wood 17'      | Público: 50 050 Árbitro: GBR Mark Clattenburg |

| 29 de julho | Brasil                                        | 3 – 1     | Bielorrússia | Old Trafford, Manchester                      |
| 15:00       | Alexandre Pato 15' · Neymar 65' · Oscar 90+3' | Relatório | Bressan 8'   | Público: 66 212 Árbitro: JPN Yuichi Nishimura |

| 1 de agosto | Brasil                                       | 3 – 0     | Nova Zelândia | St James' Park, Newcastle                   |
| 14:30       | Danilo 23' · Leandro Damião 29' · Sandro 52' | Relatório |               | Público: 25 201 Árbitro: GAM Bakary Gassama |

| 1 de agosto | Egito                                  | 3 – 1     | Bielorrússia | Hampden Park, Glasgow                      |
| 14:30       | Salah 56' · Mohsen 73' · Aboutrika 79' | Relatório | Varankow 87' | Público: 8 732 Árbitro: MEX Roberto García |

### Grupo D

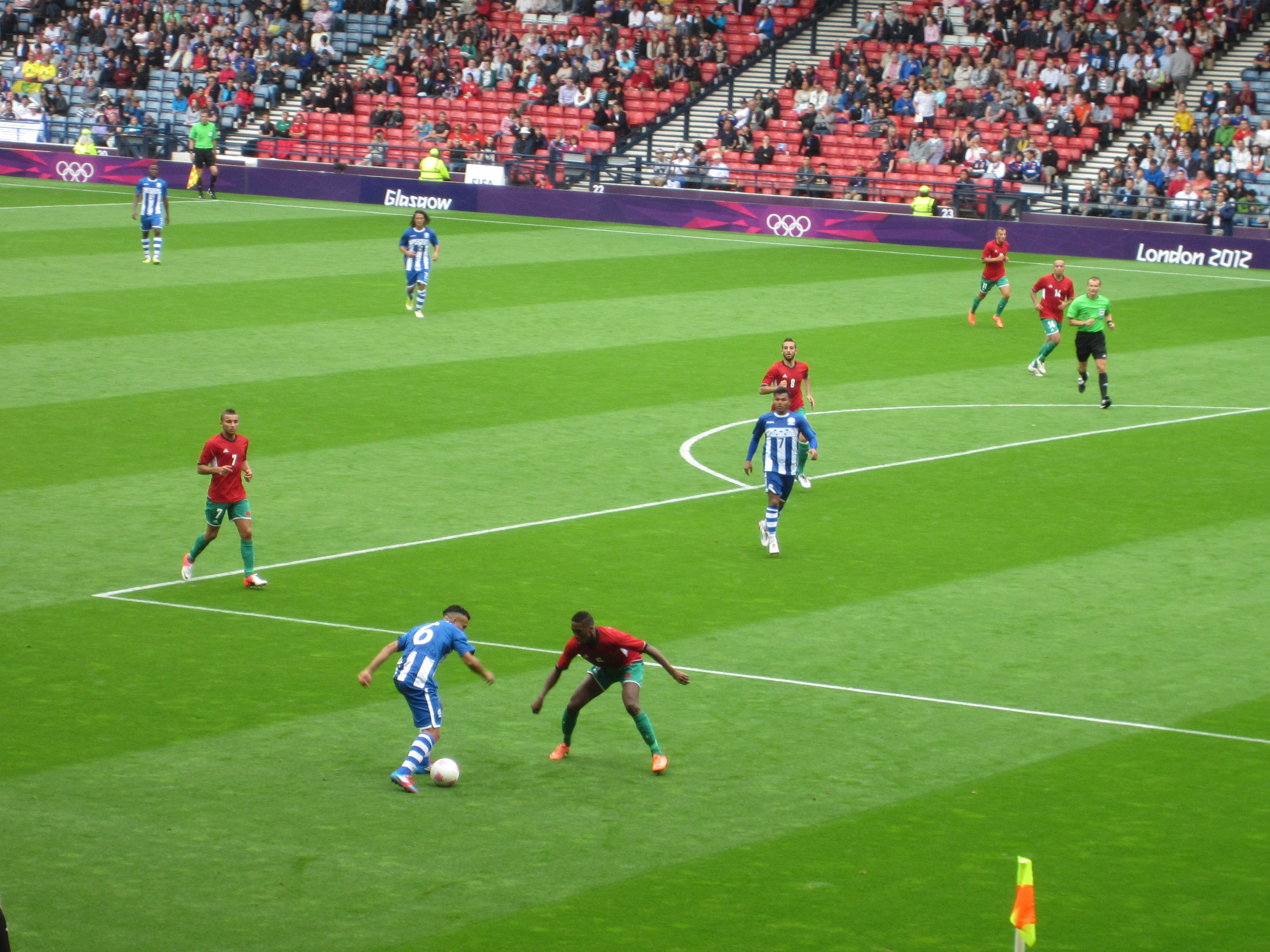
Honduras–Marrocos em Glasgow

| Seleção  | P | J | V | E | D | GP | GC | SG |
| -------- | - | - | - | - | - | -- | -- | -- |
| Japão    | 7 | 3 | 2 | 1 | 0 | 2  | 0  | +2 |
| Honduras | 5 | 3 | 1 | 2 | 0 | 3  | 2  | –1 |
| Marrocos | 2 | 3 | 0 | 2 | 1 | 2  | 3  | –1 |
| Espanha  | 1 | 3 | 0 | 1 | 2 | 0  | 2  | –2 |

| 26 de julho | Honduras                | 2 – 2     | Marrocos                 | Hampden Park, Glasgow                       |
| 12:00       | Bengtson 56', 65' (pen) | Relatório | Barrada 39' · Labyad 67' | Público: 23 421 Árbitro: CZE Pavel Královec |

| 26 de julho | Espanha | 0 – 1     | Japão    | Hampden Park, Glasgow                    |
| 14:45       |         | Relatório | Ōtsu 34' | Público: 37 726 Árbitro: USA Mark Geiger |

| 29 de julho | Japão     | 1 – 0     | Marrocos | St James' Park, Newcastle                      |
| 17:00       | Nagai 84' | Relatório |          | Público: 24 936 Árbitro: NOR Svein Oddvar Moen |

| 29 de julho | Espanha | 0 – 1     | Honduras    | St James' Park, Newcastle              |
| 19:45       |         | Relatório | Bengtson 7' | Público: 26 523 Árbitro: VEN Juan Soto |

| 1 de agosto | Japão | 0 – 0     | Honduras | City of Coventry Stadium, Coventry       |
| 17:00       |       | Relatório |          | Público: 25 862 Árbitro: TUN Slim Jedidi |

| 1 de agosto | Espanha | 0 – 0     | Marrocos | Old Trafford, Manchester                       |
| 17:00       |         | Relatório |          | Público: 35 973 Árbitro: AUS Benjamin Williams |

## Fase final

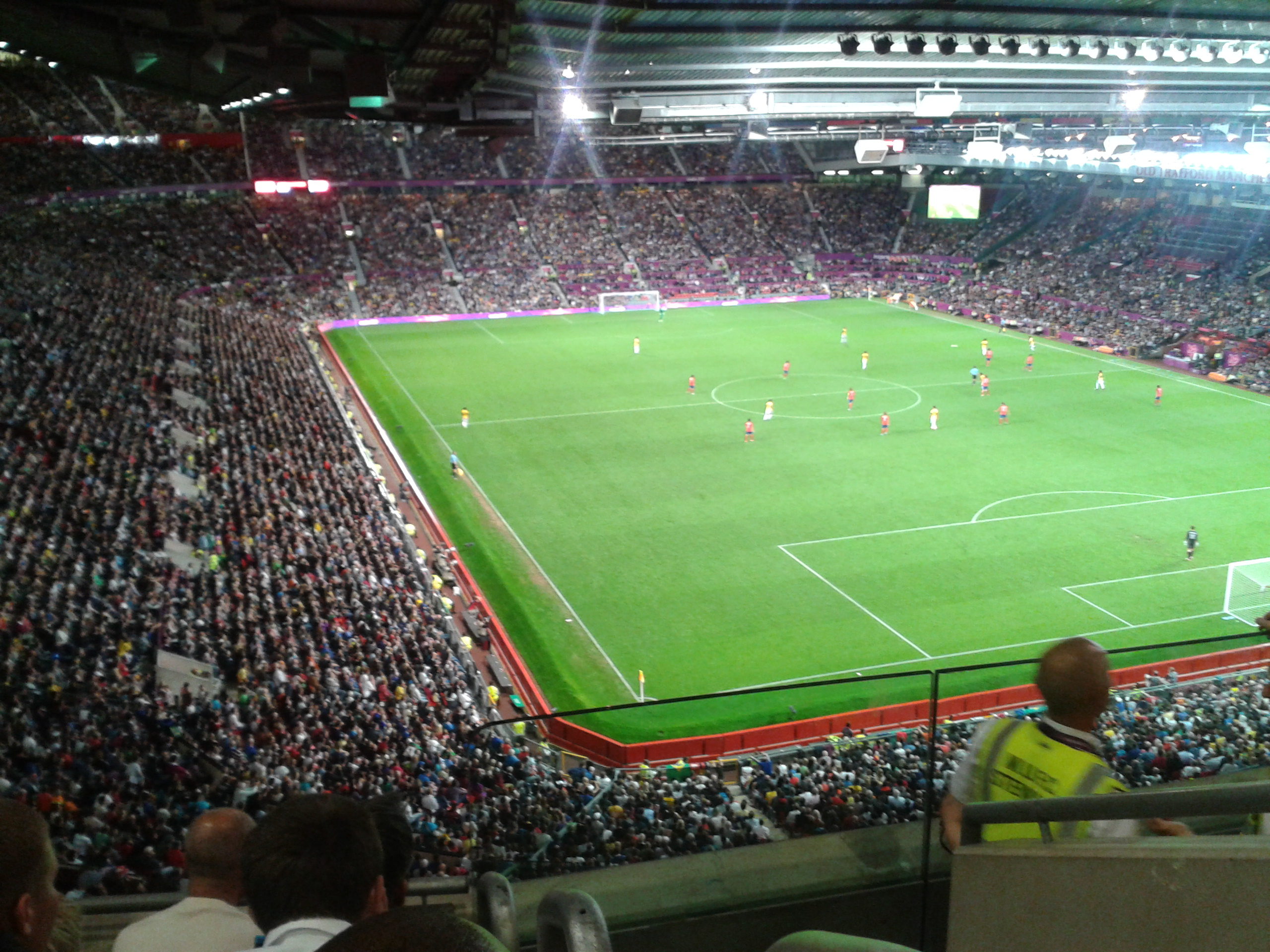
Estádio Old Trafford durante a semifinal entre Coreia do Sul e Brasil

|  | Quartas de final         | Quartas de final      |                          |       | Semifinais        | Semifinais        |  |  | Medalha de ouro        | Medalha de ouro |
|  |                          |                       |                          |       |                   |                   |  |  |                        |                 |
|  | 4 de agosto – Cardiff    |                       |                          |       |                   |                   |  |  |                        |                 |
|  |                          |                       |                          |       |                   |                   |  |  |                        |                 |
|  | Grã-Bretanha             | 1 (4)                 |                          |       |                   |                   |  |  |                        |                 |
|  | Grã-Bretanha             | 1 (4)                 | 7 de agosto – Manchester |       |                   |                   |  |  |                        |                 |
|  | Coreia do Sul (pen)      | 1 (5)                 |                          |       |                   |                   |  |  |                        |                 |
|  | Coreia do Sul (pen)      | 1 (5)                 | Coreia do Sul            | 0     |                   |                   |  |  |                        |                 |
|  | 4 de agosto – Newcastle  |                       | Coreia do Sul            | 0     |                   |                   |  |  |                        |                 |
|  |                          | Brasil                | 3                        |       |                   |                   |  |  |                        |                 |
|  | Brasil                   | Brasil                | 3                        | 3     |                   |                   |  |  |                        |                 |
|  | Brasil                   |                       | 11 de agosto – Londres   | 3     |                   |                   |  |  |                        |                 |
|  | Honduras                 | 2                     |                          |       |                   |                   |  |  |                        |                 |
|  | Honduras                 | 2                     | Brasil                   | 1     |                   |                   |  |  |                        |                 |
|  | 4 de agosto – Londres    |                       | Brasil                   | 1     |                   |                   |  |  |                        |                 |
|  |                          | México                | 2                        |       |                   |                   |  |  |                        |                 |
|  | México (pro)             | México                | 2                        | 4     |                   |                   |  |  |                        |                 |
|  | México (pro)             | 7 de agosto – Londres |                          | 4     |                   |                   |  |  |                        |                 |
|  | Senegal                  | 2                     |                          |       |                   |                   |  |  |                        |                 |
|  | Senegal                  | 2                     | México                   | 3     | Medalha de bronze | Medalha de bronze |  |  |                        |                 |
|  | 4 de agosto – Manchester |                       | México                   | 3     | Medalha de bronze | Medalha de bronze |  |  |                        |                 |
|  |                          | Japão                 | 1                        |       |                   |                   |  |  |                        |                 |
|  | Japão                    | Japão                 | 1                        | 3     | Coreia do Sul     | 2                 |  |  |                        |                 |
|  | Japão                    |                       |                          | 3     | Coreia do Sul     | 2                 |  |  |                        |                 |
|  | Egito                    | 0                     |                          | Japão | 0                 |                   |  |  |                        |                 |
|  | Egito                    | 0                     |                          |       | 0                 |                   |  |  |                        |                 |
|  |                          |                       |                          |       |                   |                   |  |  | 10 de agosto – Cardiff |                 |
|  |                          |                       |                          |       |                   |                   |  |  |                        |                 |

### Quartas de final
| 4 de agosto | Japão                              | 3 – 0     | Egito | Old Trafford, Manchester                 |
| 12:00       | Nagai 14' · Yoshida 78' · Ōtsu 83' | Relatório |       | Público: 70 772 Árbitro: USA Mark Geiger |

| 4 de agosto | México                                                    | 4 – 2 (pro) | Senegal                | Estádio de Wembley, Londres                   |
| 14:30       | Enríquez 10' · Aquino 62' · dos Santos 98' · Herrera 109' | Relatório   | Konaté 69' · Baldé 76' | Público: 81 855 Árbitro: GBR Mark Clattenburg |

| 4 de agosto | Brasil                                     | 3 – 2     | Honduras                    | St James' Park, Newcastle                |
| 17:00       | Leandro Damião 38', 60' · Neymar 51' (pen) | Relatório | Martínez 12' · Espinoza 48' | Público: 42 166 Árbitro: GER Felix Brych |

| 4 de agosto | Grã-Bretanha     | 1 – 1 (pro) | Coreia do Sul   | Millennium Stadium, Cardiff                |
| 19:30       | Ramsey 36' (pen) | Relatório   | Ji Dong-won 29' | Público: 70 171 Árbitro: COL Wilmar Roldán |

|                                         |       | Penalidades                                                           |  |
| Ramsey Cleverley Dawson Giggs Sturridge | 4 – 5 | Koo Ja-cheol Baek Sung-dong Hwang Seok-ho Park Jong-woo Ki Sung-yueng |  |

### Semifinais
| 7 de agosto | México                                  | 3 – 1     | Japão    | Estádio de Wembley, Londres                  |
| 17:00       | Fabián 31' · Peralta 65' · Cortés 90+3' | Relatório | Ōtsu 12' | Público: 82 372 Árbitro: ITA Gianluca Rocchi |

| 7 de agosto | Coreia do Sul | 0 – 3     | Brasil                               | Old Trafford, Manchester                    |
| 19:45       |               | Relatório | Rômulo 38' · Leandro Damião 57', 64' | Público: 69 389 Árbitro: CZE Pavel Královec |

### Disputa do bronze
| 10 de agosto | Japão | 0 – 2     | Coreia do Sul                         | Millennium Stadium, Cardiff                  |
| 19:45        |       | Relatório | Park Chu-young 38' · Koo Ja-cheol 57' | Público: 56 393 Árbitro: UZB Ravshan Irmatov |

### Final
| 11 de agosto | Brasil     | 1 – 2     | México          | Estádio de Wembley, Londres                   |
| 15:00        | Hulk 90+1' | Relatório | Peralta 1', 75' | Público: 86 162 Árbitro: GBR Mark Clattenburg |

| Brasil |  | México |

| G              | 1  | Gabriel        |                               |     |
| LD             | 2  | Rafael         |                               | 85' |
| Z              | 3  | Thiago Silva   |                               |     |
| Z              | 15 | Alex Sandro    |                               | 35' |
| LE             | 6  | Marcelo        | 42'                           |     |
| V              | 4  | Juan Jesus     |                               |     |
| V              | 8  | Rômulo         |                               |     |
| M              | 5  | Sandro         |                               | 71' |
| M              | 10 | Oscar          |                               |     |
| A              | 11 | Neymar         |                               |     |
| A              | 9  | Leandro Damião | Penalizado com cartão amarelo |     |
| Substituições: |    |                |                               |     |
| A              | 7  | Lucas Moura    | 85'                           |     |
| A              | 12 | Hulk           | 32'                           |     |
| A              | 17 | Alexandre Pato | 71'                           |     |
| Treinador:     |    |                |                               |     |
| Mano Menezes   |    |                |                               |     |

| G                  | 1  | José Corona    |     |     |
| LD                 | 3  | Carlos Salcido |     |     |
| Z                  | 2  | Israel Jiménez | 58' | 81' |
| Z                  | 4  | Hiram Mier     |     |     |
| LE                 | 13 | Diego Reyes    | 46' |     |
| V                  | 5  | Dárvin Chávez  |     |     |
| V                  | 11 | Javier Aquino  |     | 57' |
| M                  | 6  | Héctor Herrera |     |     |
| M                  | 14 | Jorge Enríquez |     |     |
| A                  | 9  | Oribe Peralta  |     | 86' |
| A                  | 8  | Marco Fabián   |     |     |
| Substituições:     |    |                |     |     |
| Z                  | 15 | Néstor Vidrio  | 81' | 89' |
| Z                  | 16 | Miguel Ponce   | 57' |     |
| A                  | 12 | Raúl Jiménez   | 86' |     |
| Treinador:         |    |                |     |     |
| Luis Fernando Tena |    |                |     |     |

## Classificação final
| Pos.              | Equipe                     | PG | J | V | E | D | GP | GC | SG |
| ----------------- | -------------------------- | -- | - | - | - | - | -- | -- | -- |
| Medalha de ouro   | MEX México                 | 16 | 6 | 5 | 1 | 0 | 12 | 4  | +8 |
| Medalha de prata  | BRA Brasil                 | 15 | 6 | 5 | 0 | 1 | 16 | 7  | +9 |
| Medalha de bronze | KOR Coreia do Sul          | 9  | 6 | 2 | 3 | 1 | 5  | 5  | 0  |
| 4                 | JPN Japão                  | 10 | 6 | 3 | 1 | 2 | 6  | 5  | +1 |
| 5                 | GBR Grã-Bretanha           | 8  | 4 | 2 | 2 | 0 | 6  | 3  | +3 |
| 6                 | SEN Senegal                | 5  | 4 | 1 | 2 | 1 | 6  | 6  | 0  |
| 7                 | HON Honduras               | 5  | 4 | 1 | 2 | 1 | 5  | 5  | 0  |
| 8                 | EGY Egito                  | 4  | 4 | 1 | 1 | 2 | 6  | 8  | –2 |
| 9                 | URU Uruguai                | 3  | 3 | 1 | 0 | 2 | 2  | 4  | –2 |
| 10                | BLR Bielorrússia           | 3  | 3 | 1 | 0 | 2 | 3  | 6  | –3 |
| 11                | MAR Marrocos               | 2  | 3 | 0 | 2 | 1 | 2  | 3  | –1 |
| 12                | GAB Gabão                  | 2  | 3 | 0 | 2 | 1 | 1  | 3  | –2 |
| 13                | SUI Suíça                  | 1  | 3 | 0 | 1 | 2 | 2  | 4  | –2 |
| 14                | ESP Espanha                | 1  | 3 | 0 | 1 | 2 | 0  | 2  | –2 |
| 15                | UAE Emirados Árabes Unidos | 1  | 3 | 0 | 1 | 2 | 3  | 6  | –3 |
| 16                | NZL Nova Zelândia          | 1  | 3 | 0 | 1 | 2 | 1  | 5  | –4 |

## Artilharia
| 6 gols (1) - BRA Leandro Damião 5 gols (1) - SEN Pape Moussa Konaté 4 gols (1) - MEX Oribe Peralta 3 gols (5) - BRA Neymar - EGY Mohamed Salah - HON Jerry Bengtson - JPN Yuki Otsu - MEX Giovani dos Santos 2 gols (5) - EGY Mohamed Aboutrika - GBR Daniel Sturridge - JPN Kensuke Nagai - KOR Park Chu-Young - UAE Ismail Matar | 1 gol (36) - BLR Andrey Varankow - BLR Dzmitry Baha - BLR Renan Bressan - BRA Alexandre Pato - BRA Danilo - BRA Hulk - BRA Oscar - BRA Rafael - BRA Rômulo - BRA Sandro - EGY Marwan Mohsen - GAB Pierre-Emerick Aubameyang - GBR Aaron Ramsey - GBR Craig Bellamy - GBR Ryan Giggs - GBR Scott Sinclair - HON Mario Martínez - HON Roger Espinoza | - JPN Maya Yoshida - KOR Ji Dong-Won - KOR Kim Bo-Kyung - KOR Koo Ja-Cheol - MAR Abdelaziz Barrada - MAR Zakaria Labyad - MEX Javier Aquino - MEX Javier Cortés - MEX Jorge Enríquez - MEX Héctor Herrera - MEX Marco Fabián - NZL Chris Wood - SEN Ibrahima Baldé - SUI Admir Mehmedi - SUI Innocent Emeghara - UAE Rashed Eisa - URU Gastón Ramírez - URU Nicolás Lodeiro |